# Eukaristi inom katolska kyrkan
Eukaristi inom katolska kyrkan är det namn som katoliker använder för det sakrament genom vilket, enligt deras tro, Jesu kropp och blod blir verkliga och välsignas i den katolska eukaristiska liturgin, vanligen känd som mässan. Eukaristin definieras i 1983 års kanoniska rätt som det sakrament där Kristi själ "innesluts, erbjuds och tas emot" och avser där de tre delarna av eukaristin så som den firas i romersk-katolsk teologi: transsubstantiationen, Herrens heliga nattvard och firandet av den heliga mässan.
Ordet eukaristi kommer från det grekiska ordet eucharistia som betyder "tacksägelse" och som avser historien om den sista måltiden så som den skildras i Matteus 26:26–28, Markus 14:22–24, Lukas 22:19–20 och Första korinthierbrevet 11:23–29, som alla säger att Jesus "tackade" då han delade ut brödet och vinet.
Ordet mässa avser den rit genom vilket nattvardens sakrament blir verkligt, medan Herrens heliga nattvard avser den del av mässan där brödet och vinet delas.
Det heliga sakramentet är en term som används i Katolska kyrkan för den eukaristiska accidensen (det vill säga heliga egenskaper hos det välsignade brödet och vinet som enligt katolsk tro faktiskt utgör Jesu kropp och blod). Brödet och vinet förvaras efter mässan i ett sakramentskåp (tabernakel) och därifrån kan föras till sjuka och döende som inte kan komma till mässan. Detta möjliggör också eukaristisk tillbedjan.
Att gå till katolsk kommunion innebär förutom ett deltagande i en rit även ett aktivt ställningstagande. Kommunikanten uttrycker med sitt mottagande sin kärlek till Kristus och sin vilja att vara en del av Kristi kropp som är Katolska kyrkan och som leds av den helige Ande genom påven och biskoparna i enhet med honom. De som inte delar denna tro bör därför, enligt kyrkan, inte ta emot kommunionen.
Om en katolik har begått en svår synd, måste han eller hon enligt den katolska läran först bikta sig innan han eller hon ånyo kan ta emot eukaristins sakrament då man tror att synden gör att den enskilda individen befinner sig i ett tillstånd av brytning med Gud och kyrkan. Skulle den som syndat svårt inte bikta sig före kommunion begår denne ett helgerån. Även av denna orsak är katolsk kommunion vanligtvis endast öppen för katoliker.